# Кабель-кран

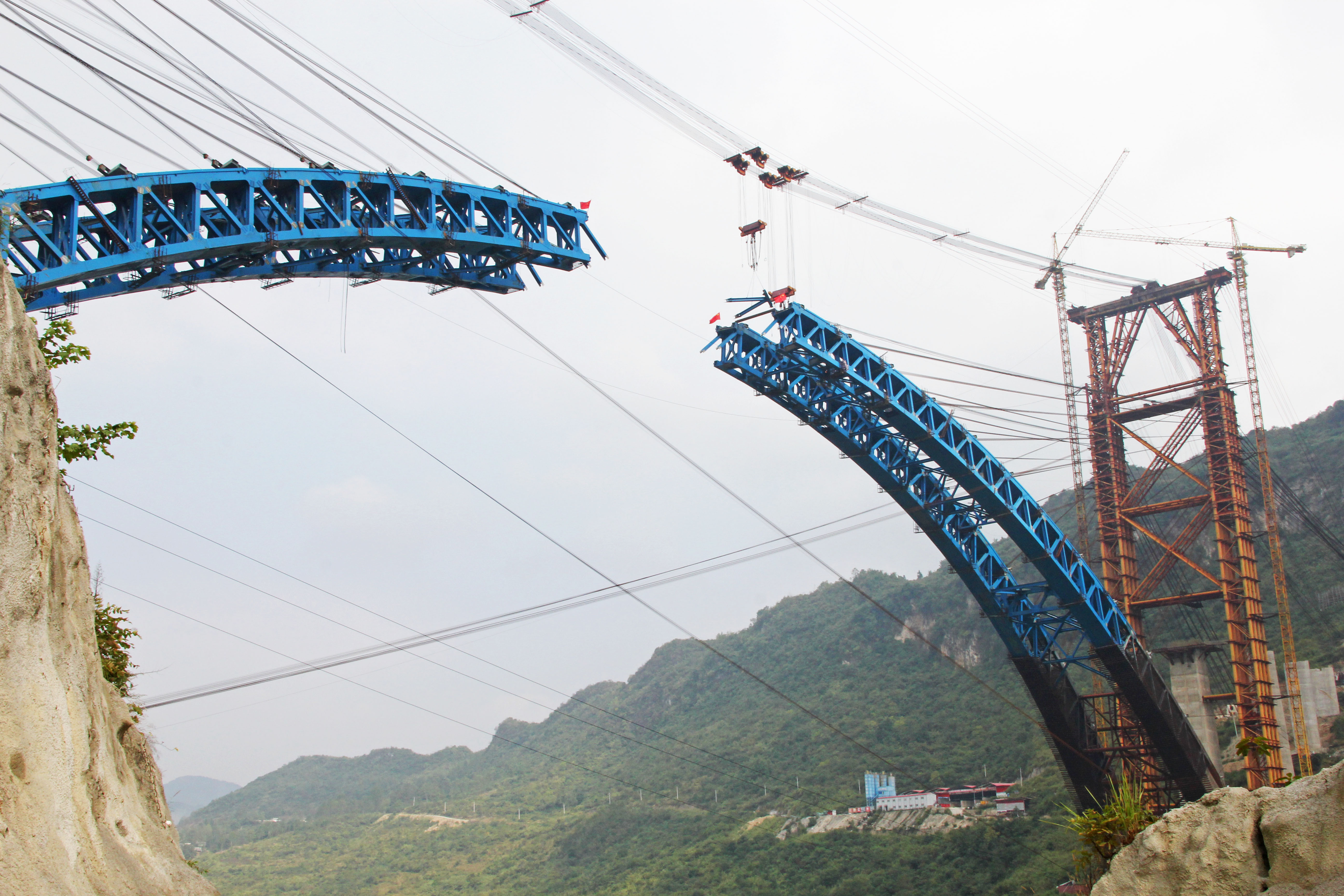
Кабель-кран з подвійним візком на будівництві залізничного мосту Ячі

Кабель-кран (рос. кабель-кран, англ. cableway, нім. Kabelkran m) – однопролітна канатна дорога, призначена для переміщення вантажу в горизонтальному напрямі.
Почали використовуватися в США і Європі у 1920-х роках на відкритих гірничик розробках і в будівництві. Розповсюджена зокрема на каменедобувних та рудних кар'єрах.
Кабель-кран складається з двох опорних веж з натягнутим між ними несучим канатом, по якому на роликах переміщається візок з підіймальним блоковим механізмом, оснащеним захватом, ковшем або вагонеткою. Горизонтальний рух візка здійснюється за допомогою тягової лебідки і тягового каната замкненого контуру. Вертикальні переміщення вантажу здійснюються підіймальною лебідкою, що обладнана підіймальним канатом з блоковою системою. Приводне силове обладнання і керуючу апаратуру розміщують на одній з веж.

## Типи
Кабель-крани поділяють на стаціонарні (з нерухомими вежами) і пересувні. Серед останніх виділяють:
- паралельно-пересувні (обидві вежі пересуваються паралельними рейковими шляхами);
- радіально-пересувні (одна вежа обертається на місці, інша пересувається по дуговому чи круговому рейковому шляху);
- криволінійно-пересувні (обидві вежі пересуваються по рейкових шляхах з різним радіусом кривизни);
- кільцеві пересувні (обидві вежі пересуваються по спільному кільцевому рейковому шляху).

## Технічні характерстики
Технічні характеристи дуже варіюються
- Вантажопідйомність 5-50 т:
- довжина прольоту до 1 км;
- висота підйому вантажу до 150 м.